# 阿爾巴尼亞足球俱樂部列表
阿爾巴尼亞足球俱樂部列表會列出位於現時有參加阿爾巴尼亞足球聯賽系統所屬職業聯賽的足球俱樂部：

## 按地區
以下列表分別按足球俱樂部所在地區以阿爾巴尼亞行政區劃分類，只會列出阿爾巴尼亞足球聯賽系統第三級以上的足球俱樂部。
最後更新：2024年6月4曰
| 地域         | 中文名稱     | 英文名稱                | 所在城市   | 主場                         | 榮譽（截於2024—25賽季） | 榮譽（截於2024—25賽季） | 榮譽（截於2024—25賽季） | 榮譽（截於2024—25賽季） |
| 地域         | 中文名稱     | 英文名稱                | 所在城市   | 主場                         | 聯賽                    | 盃賽                    | 超級盃                  |                         |
| ------------ | ------------ | ----------------------- | ---------- | ---------------------------- | ----------------------- | ----------------------- | ----------------------- | ----------------------- |
| 培拉特州     | 湯瑪利       | KF Tomori               | 培拉特     | 湯瑪利球場                   | -                       | -                       | -                       |                         |
| 第巴爾州     | 布雷利       | KF Burreli              | 布雷利     | 里里·巴拉巴尼體育場          | -                       | -                       | -                       |                         |
| 第巴爾州     | 科拉比       | KF Korabi Peshkopi      | 佩什科比   | 科拉比球場                   | -                       | -                       | -                       |                         |
| 杜勒斯州     | 艾辛尼       | KF Erzeni               | 希亞克     | 托菲克·賈沙裡球場            | -                       | -                       | -                       |                         |
| 杜勒斯州     | 圖達杜利斯   | KS Teuta Durrës         | 都拉斯     | 尼科·多瓦納體育場            | 2                       | 4                       | 2                       |                         |
| 艾巴申州     | 圖比亞       | KF Turbina              | 策里克     | 力奇·特倫古球場              | -                       | -                       | -                       |                         |
| 艾巴申州     | 艾巴辛尼     | KF Elbasani             | 爱尔巴桑   | 艾巴辛尼運動場               | 2                       | 2                       | 1                       |                         |
| 非夏爾州     | 阿普朗尼亞   | KS Apolonia Fierë       | 非夏爾市   | 洛尼·帕普休球場              |                         | 1                       |                         |                         |
| 非夏爾州     | 拜利斯       | KF Bylis                | 巴爾什     | 阿杜什·穆萨体育场            | -                       | -                       | -                       |                         |
| 非夏爾州     | 盧斯嘉       | KF Lushnja              | 盧什涅     | 阿卜杜勒拉赫曼·羅莎·哈修球場 | -                       | -                       | -                       |                         |
| 吉羅卡斯特州 | 盧迪達利     | Luftëtari Gjirokastër   | 吉諾卡斯特 | 吉羅卡斯特體育場             | -                       | -                       | -                       |                         |
| 科赤州       | 史簡達堡     | KS Skënderbeu Korçë     | 科爾察     | 史簡達堡球場                 | 8                       | 1                       | 3                       |                         |
| 庫克斯州     | 庫克斯       | FK Kukësi               | 庫克斯     | 齊齊爾·伊梅里球場            | 1                       | 2                       | 1                       |                         |
| 萊什州       | 貝斯勒萊日   | KF Besëlidhja Lezhë     | 萊什       | 布萊恩·菲利皮球場            | -                       | -                       | -                       |                         |
| 列澤州       | 拉奇         | KF Laçi                 | 拉奇       | 拉奇球場                     | -                       | -                       | -                       |                         |
| 列澤州       |              | KF Adriatiku Mamurras   | 马穆拉斯   | -                            | -                       | -                       |                         |                         |
| 士科德州     | 維拉斯尼亞   | KS Vllaznia Shkodër     | 斯庫台     | 羅洛·博里希球場              | 9                       | 8                       | 2                       |                         |
| 士科德州     | 維利波捷     | KF Ada                  | Velipojë   | -                            | -                       | -                       |                         |                         |
| 地拉那州     | 伊納迪亞     | KF Egnatia              | 羅戈日內   | 埃格納蒂亞球場               | -                       | -                       | -                       |                         |
| 地拉那州     | 卡斯特里堤   | KS Kastrioti Krujë      | 克魯亞     | 卡斯特里堤球場               | -                       | -                       | -                       |                         |
| 地拉那州     | 柏迪遜地拉拿 | Partizani Tirana        | 地拉那     | 柏迪遜綜合中心               | 17                      | 15                      | 3                       |                         |
| 地拉那州     | 地拉那       | KF Tirana               | 地拉那     | 塞爾曼·斯特馬西球場          | 26                      | 16                      | 12                      |                         |
| 地拉那州     | 地拉那國際   | FC Internacional Tirana | 地拉那     | -                            | -                       | -                       |                         |                         |
| 地拉那州     | 卡姆薩       | FC Kamza                | 卡姆扎     | -                            | -                       | -                       |                         |                         |
| 地拉那州     | 比沙卡華積   | KF Besa Kavajë          | 卡瓦亚     | 比沙球場                     |                         | 2                       | 1                       |                         |
| 夫羅勒州     | 法兰姆达利   | KS Flamurtari Vlorë     | 發羅拉     | 法拿莫達利體育場             | 1                       | 4                       | 2                       |                         |

## 名稱沿革
在共產主義統治時期，由於阿爾巴尼亞的政治與戰略聯盟關係，足球隊頻繁更名，其程度甚至令當今球迷難以辨識或僅存模糊印象。這些名稱多數源自勞動黨的重大政治事件，或與球隊所在城市於二戰期間的解放時間相關。如今絕大多數名稱已消失，僅少數保留至今，其中「游擊隊」（Partizani）是唯一保持原名的隊伍，而「迪納摩」（Dinamo）曾在1995至1997年賽季間短暫更名為「奧林匹克」（Olimpik）。
- 政治名稱

部分球隊以重大政治事件或解放日期命名，例如地拉那的「11月17日」（17 Nëntori）、斯克拉帕爾（Skrapar）的「9月5日」（5 Shtatori）、布雷爾的「7月31日」（31 Korriku）、佩爾梅特的「5月24日」（24 Maj）、塞萊尼察的「2月21日」（21 Shkurti）、埃爾巴桑的「拉比諾提」（Labinoti）、希亞克的「11月8日」（8 Nëntori）、格拉姆什的「7月10日」（10 Korriku）、波利錢的「10月22日」（22 Tetori），以及布爾奇澤的「2月18日」（18 Shkurti）。
- 蘇聯影響

部分隊名遵循蘇聯模式，例如地拉那的「迪納摩」（Dinamo）、盧什涅的「拖拉機」（Traktori）、都拉斯的「火車頭」（Lokomotiva）、波格拉德茨的「紅星」（Ylli i Kuq）、拉奇的「工業」（Industriali）、史達林紡織廠的「史達林聯合企業」（Kombinati Stalin）、特佩萊納的「礦工」（Minatori）、帕托斯的「工人」（Punëtori）、羅戈日納的「意志」（Vullneti）。此類名稱多已停用，僅剩切里克的「渦輪」（Turbina）等少數例外。
- 山川河流

部分隊名源自當地地理特徵，例如培拉特的「托莫里山」（Tomori）、萊斯科維克的「梅萊西尼山」（Melesini）、佩什科比亞的「科拉比山」（Korabi）、克爾奇爾的「特雷貝希納山」（Trebeshina）、利布拉日德的「索波蒂山」（Sopoti）、科普利克的「韋萊奇庫山」（Veleçiku），以及卡姆扎的「達伊蒂山」（Dajti）。此外亦有以河流或綠地命名的隊伍，例如佩欽的「什昆比尼河」（Shkumbini）、希亞克的「埃爾澤尼河」（Erzeni）、比利什特的「德沃利河」（Devolli）、德爾維納的「比斯特里察河」（Bistrica）、巴伊拉姆·楚里的「瓦爾博納河」（Valbona），以及普雷尼亞斯的「多莫斯多瓦河」（Domosdova）。
- 民族英雄與古代元素

歷史人物與典故亦影響隊名，例如卡瓦亞的「誓言」（Besa）、吉諾卡斯特的「戰士」（Luftëtari）、夫羅勒的「旗手」（Flamurtari）與「伊斯梅爾·傑馬利」（Ismail Qemali）、科爾察的「斯坎德培」（Skënderbeu）與「自由」（Liria）、地拉那的「游擊隊」（Partizani）、萊什的「盟約」（Besëlidhja）、斯庫台的「星辰」（Ylli），以及波格拉德茨的「龍」（Dragoi）。另有以古代遺址命名的隊伍，例如菲耶爾的「阿波羅尼亞」（Apollonia）、薩蘭達的「布特林特」（Butrinti），以及巴爾什的「比利斯」（Bylis）。